# Ракшастал
Ракшастал (Лангак, Ланга Цо, Ракас) (на китайски: 拉昂错; на пинин: Lā'áng Cuò; на тибетски: ལག་ངར་མཚོ, lag ngar mtsho) е сладководно, безотточно езеро в Югозападен Китай, в Тибетски автономен регион. Площ 268,5 km².

## Географско описание
Езерото Ракшастал е разположено в безотточна котловина, в югозападната част на Тибетската планинска земя, между веригата на Хималаите на юг и хребета Кайлаш на Трансхималаите (Гандисишан) на север, на 4572 m н.в. Има форма на колба с тясна северна и тумбеста южна част, с дължина 28,6 km от север на юг и ширина 18,9 km, в южната част. Подхранва се основно от реките Занг (влива се в него от север) и Ганга Чху, изтичаща от разположеното на 4 km на изток езеро Манасаровар и вливаща се в него от североизток. На около 20 km на запад от него са изворите на река Сатледж (от басейна на Инд, на около 15 km на изток от езерото Манасаровар – изворите на река Брахмапутра, а южно от него – изворите на река Гхагхара (Карнали, ляв приток на Ганг).

## Религиозно значение
Името на езерото буквално означава „езеро на демона“ (от санскритски: राक्षस ताल). В индуизма го наричат Ракшастал – езерото на демоните, тъй като било населявано от хищни индуистки духове. Неговият полумесец се смята за по-тъмен и мрачен от свещеното езеро Манасаровар наблизо, чийто кръг отразява слънцето. Твърди се, че е измъчвано от ветрове и плаващи ледове и че почива над потънали планини. Някога водите му били тъмна отрова. Само че златна риба, която по случайност напуснала Манасаровар, издълбала канала Ганга–Чу до Ракшастал и по него слънчевото езеро нахлуло в черното и изкупило греховете му. За това, за посветения, лунните води на Ракшастал се превръщат в тъмното допълнение и духовното осъществяване на Манасаровар. Поклонниците избягват езерото.
Един-единствен манастир, разрушен по времето на Културната революция в Китай от 1959 г., се е намирал на брега му.